# Paraepepeotes westwoodi
Paraepepeotes westwoodi är en skalbaggsart som först beskrevs av John Obadiah Westwood 1848.  Paraepepeotes westwoodi ingår i släktet Paraepepeotes och familjen långhorningar. Inga underarter finns listade i Catalogue of Life.